# Volo Utair 595
Il volo Utair 595 era un volo passeggeri di linea nazionale da Mosca a Usinsk, in Russia. Il 9 febbraio 2020, un Boeing 737-500 operante sulla rotta si è schiantato durante l'atterraggio all'aeroporto di Usinsk. A bordo c'erano 94 passeggeri e 6 membri dell'equipaggio. Tutti sono sopravvissuti all'incidente.

## L'aereo
Il velivolo coinvolto era un Boeing 737-500, marche VQ-BPS, numero di serie 28909, numero di linea 2960. Volò per la prima volta il 12 novembre 1997 venne consegnato il 5 dicembre a Continental Airlines, ceduto a United Airlines nell'ottobre 2010 e infine a UTair il 27 marzo 2012. Era spinto da 2 motori turboventola CFM56-3B1. Al momento dell'incidente, l'aereo aveva circa 22 anni.

## L'incidente
L'aereo è decollato dall'aeroporto di Mosca Vnukovo alle 06:59 UTC ed è arrivato a Usinsk verso le 09:20 UTC (12:20 LT). È atterrato circa 15 metri prima della testata della pista, colpendo dei cumuli nevosi che hanno causato il collasso del carrello d'atterraggio principale. L'aeromobile ha quindi slittato fino a fermarsi sulla pista perpendicolarmente alla sua direzione; questo ha causato danni ad un'ala e ha provocato una fuoriuscita di carburante, seppur senza lo scoppio di un incendio. Le foto e i video della scena mostrano l'evacuazione tramite gli scivoli di emergenza e uscite di sicurezza. Secondo i rapporti ufficiali, tutti gli occupanti hanno evacuato l'aereo in modo sicuro; tuttavia, due passeggeri lievemente feriti.

## Le indagini
È stata avviata un'indagine dal comitato investigativo federale russo. Utair ha inizialmente affermato che la colpa dell'incidente era da attribuire ad un improvviso wind shear.
Il 28 maggio 2020, il MAK ha pubblicato il suo rapporto provvisorio. In esso si afferma che l'aereo aveva urtato un cumulo di neve alto 1,1 metri con il carrello di atterraggio che si era creato dopo i lavori di rimozione della neve, circa 32 metri prima della testata della pista. Il 737 ha quindi toccato terra e il carrello principale destro è collassato, mentre quello di sinistra si è spezzato. L'aeromobile è scivolato lungo la pista e si è fermato a 2,155 metri oltre la testata.
Secondo l'ATIS, la visibilità nella zona dell'aeroporto era di 1 300 metri. Il trasmettitore del sentiero di discesa e il sistema luminoso di avvicinamento non funzionavano, il piazzale e le piste di rullaggio erano coperti di neve, la pista era coperta da uno strato di ghiaccio spesso 2 millimetri, il fattore di attrito della pista era di 0,38. La visibilità non permetteva un avvicinamento sicuro; nonostante ciò, l'equipaggio ha continuato verso la destinazione sperando in un miglioramento delle condizioni meteorologiche.
Il 14 marzo 2021, il MAK ha pubblicato il rapporto finale, citando che i piloti avevano eseguito un avvicinamento al di sotto del sentiero di discesa dopo la disconnessione dell'autopilota senza aver tentato di acquisire il sentiero di discesa corretto. Inoltre, il comandante potrebbe essersi illuso di trovarsi più in alto a causa della superficie innevata, delle condizioni meteorologiche e della presenza di un burrone direttamente di fronte alla superficie pavimentata della pista in assenza di luci PAPI. Ciò ha portato a una stima errata dell'altitudine dell'aeromobile. Inoltre, il rapporto cita come l'aeroporto avrebbe dovuto tenere un'area prima della pista sgombera da cumuli di neve.